# Absurdistan

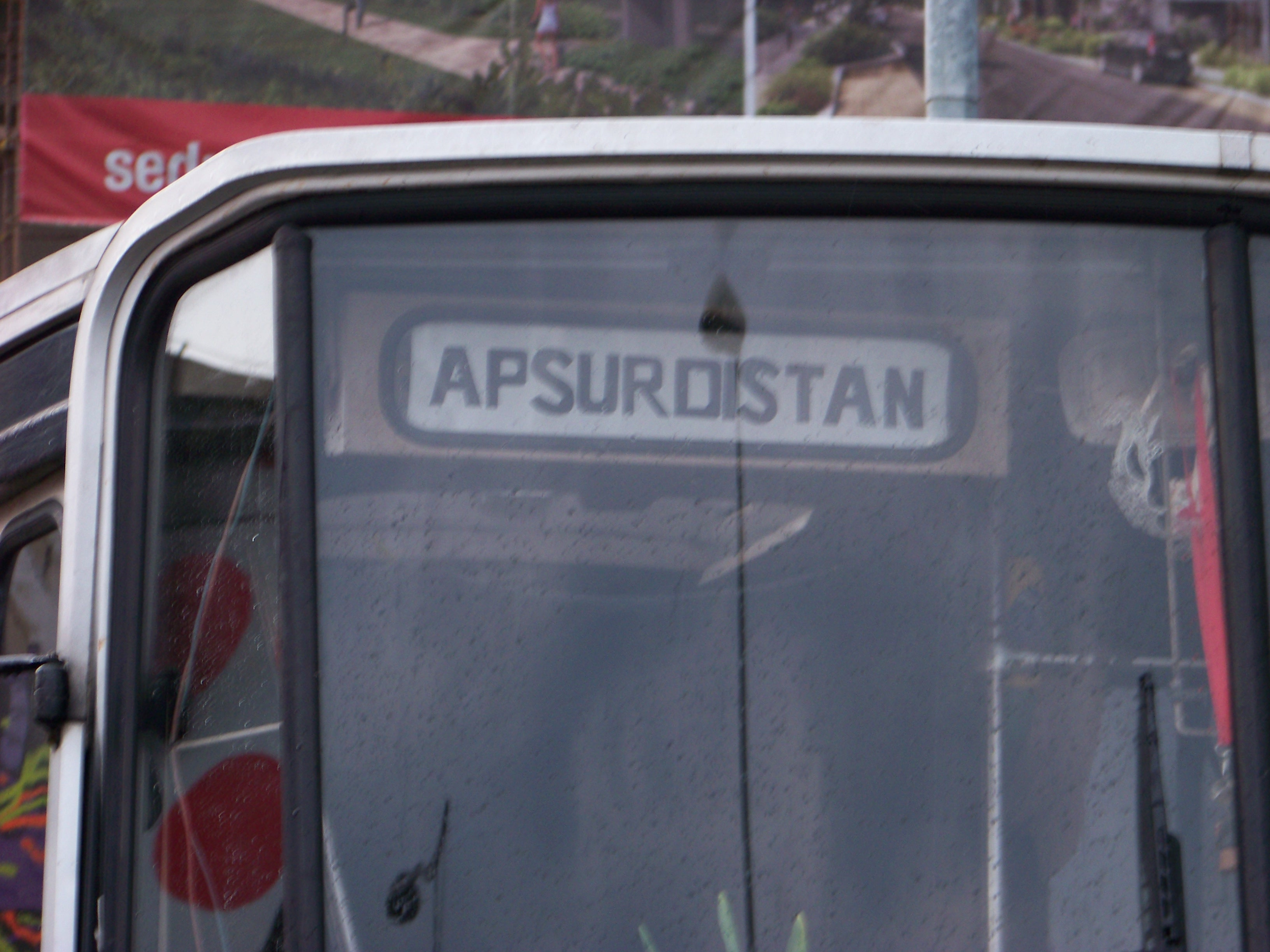
Un autobus francese DA-591-TG in sosta a Praga vicino alla galleria d'arte Trafačka

Absurdistan, a volte anche Apsurdistan o Assurdistan, è un termine satirico occasionalmente utilizzato per descrivere una nazione in cui l'assurdità è applicata normalmente dalle sue autorità pubbliche e di governo. L'espressione è tipicamente utilizzata nelle nazioni dissidenti del Blocco orientale, in riferimento a una parte, o a tutta, l'Unione Sovietica o ai suoi Stati satellite.
Oggi il termine è utilizzato soprattutto per quanto riguarda la Russia e gli Stati che furono nella sfera d'influenza sovietica e che hanno mantenuto un governo autoritario di tipo sovietico come Azerbaigian, Uzbekistan, Turkmenistan o Bielorussia.
In seguito all'utilizzo ironico il termine è stato esteso ad altri Stati ed è stato utilizzato in vari titoli di film, libri o articoli di giornale.

## Etimologia
Il primo utilizzo datato del termine risale al 1971 nel mensile Politische Studien: "... erkennen wir, dass wir uns hier in Absurdistan bewegen". Poi, in ceco, il termine Absurdistan venne utilizzato dal dissidente e ultimo presidente Václav Havel. Questo sembra indicare che l'utilizzo del termine ha avuto inizio durante la perestroika. Il termine ha in seguito valicato la cortina di ferro ed è stato talvolta usato in pubblicazioni, tra le altre, in lingua inglese.